# Chalagnac
Chalagnac – miejscowość i gmina we Francji, w regionie Nowa Akwitania, w departamencie Dordogne.
Według danych na rok 1990 gminę zamieszkiwało 338 osób, a gęstość zaludnienia wynosiła 24 osób/km² (wśród 2290 gmin Akwitanii Chalagnac plasuje się na 847. miejscu pod względem liczby ludności, natomiast pod względem powierzchni na miejscu 812.).